# آلاله سفید (سرده)
آلاله سفید (نام علمی: Parnassia) نام یک سرده از تیره گوشوارکیان است.